# Krankland
Krankland is een Belgische band rond Thomas Werbrouck, die ook bekend is van Little Trouble Kids.
De andere muzikanten zijn Janko Beckers (De Ministers Van De Noordzee, Faces On TV), Thomas Mortier (Yuko) en Christophe Claeys (Balthazar, SX, Magnus en Amatorski).
Het debuut Wanderrooms werd uitgebracht in 2016.

## Discografie
- 2016 - Wanderrooms